# John Giles
Michael John "Johnny" Giles, född 6 november 1940 i Dublin i Irland, är en irländsk före detta professionell fotbollsspelare och manager som spelade för Leeds United under klubbens storhetstid på 1960- och 1970-talet.
Efter fotbollen har Giles skapat sig en karriär inom media, vilket innebär att han främst arbetar som fotbollsanalytiker på den irländska tv-kanalen RTÉ Sport. Han ger också fotbollsanalyser i irländsk radio.
Efter att han vunnit FA-cupen med Manchester United flyttade Giles till Leeds 1963 där han spelade på mittfältet tillsammans med lagkapten Billy Bremner. De båda bildade ett centralt mittfält som var ett av de bästa inom engelska klubbar. Deras partnerskap bidrog till att bärga flera stora troféer under den mest framgångsrika perioden i Leeds Uniteds historia.
Giles beslöt att bli fotbollsspelare genom sin far Christy Giles som spelade fotboll för Bohemian FC på 1920-talet.  samt var manager för Drumcondra under 1940-talet.

## Klubb karriär

### Manchester United
Giles upptäcktes i Dublin när han spelade för Stella Maris fotbollsklubb, och därefter i Home Farm, innan han började sin karriär i England hos Leeds ärkerival Manchester United, för en ersättning av 10 £ vid kontraktspåskriften 1956. Han gavs tidigt chansen och fick debutera i a-laget 1959 efter att åtta lagkamrater omkommit i Flygolyckan i München året innan. Han var med i irländska landslaget innan han var fyllda 19 år.
Giles var ordinarie i a-laget under de följande fyra åren och spelade tillsammans med Bobby Charlton och Denis Law. Manchester United vann FA-cupen 1963, där Giles spelade den öppnande passningen genom försvaret som var upprinnelsen till det avgörande målet av David Herd. Han begärde transfer strax efteråt och gick till Leeds för 33 000 £. 

### Leeds United

#### 1963-1969
Giles bevisade snabbt sitt värde då Leeds blev division 2-mästare under hans första säsong. Under säsongen 1964/1965 var han med i laget som var nära att vinna liga  och FA-cup “dubbeln" men som missade båda, ligan till Manchester United och cupen till Liverpool.
Giles bildade ett partnerskap med Billy Bremner då Leeds manager Don Revie byggde ett nytt lag runt dem. Spelarna hade liknande stil och var ett utmärkt komplement till varandra. Giles var känd som den kreativa kraften och Bremner som bollvinnare, men de var båda kapabla att utföra den andras huvuduppgifter. Trots sin skicklighet hade Giles rykte om sig att en av de tuffaste och ”smutsigaste” spelarna i ett kompromisslöst Leeds.
Säsongen 1967/68 vann Leeds både Engelska ligacupen och Mässcup-mästare. Det var första säsongen som Giles drabbades av skador och så var fallet även säsongen 1968/1969, men det skulle komma att bli Leeds säsong. Laget spelade en mer attraktiv fotboll och hade övergivit den försiktighet, framför allt under bortamatcher, som tidigare kännetecknat laget. Giles hade under inledningen av säsong dragits med skador, men blev mer och mer tongivande ju längre säsongen led. Med Giles och Bremner som härförare hade laget en fantastisk säsong där de enbart förlorade två ligamatcher och därmed vann ligatiteln för första gången och satte samtidigt ett nytt poängrekord för ligamästare. 

#### 1970–1975
Giles var lika magnifik under säsongen 1969/1970 då Leeds kämpade om tre troféer men missade samtliga. Laget blev tvåa i ligan efter Everton, de förlorade FA-cupfinalen mot Chelsea efter omspel samt förlorade semifinalen i Europacupen för mästarlag mot Celtic.
Säsongen efter förlorade Leeds överraskande i FA-cupens 5:e omgång med 2-3 mot division 4-laget Colchester Colchester United, Giles gjorde Leeds andra mål efter att de kämpat tillbaks från ett 0-3 underläge. Leeds vann återigen Mässcup-mästare men förlorade ligatiteln på säsongens sista dag, då Arsenal vinner med knappa 1-0 och därmed förpassa Leeds till andraplatsen, Arsenal kom senare att vinna även FA-cupen och därmed den legendariska ”dubbeln”.
Leeds vann sin första FA-cup 1972,och Giles därmed sin andra när laget besegrade Arsenal med 1-0 i final på Wembley Stadium, men missade ”dubbeln” då de förlorade säsongens sista match borta mot Wolves med 1-2. Sunderland och AC Milan besegrade Leeds i FA-cupfinalen respektive Cupvinnarcup finalen 1973, och Leeds och Giles blev utan trofé igen. Då Jack Charltons slutade 1973 blev Giles åldermannen i laget, under samma år så påbörjade Giles sitt parallelluppdrag som spelande manager för irländska landslaget. 
En 29-matcher i rad obesegrad start av säsongen 1973/1974 hjälpte Leeds att glida ifrån till sin andra ligatitel, men det var kontroverser runt Giles efter att Don Revie lämnat Leeds för att ta över som engelsk förbundskapten.
Revie rekommenderade Leeds styrelse att utse Giles till sin efterträdare, Giles var nästan 34 och gick mot slutet av sin karriär som spelare. Styrelsen utsåg istället Brian Clough, en briljant manager men ytterst kontroversiell i och med att han tidigare öppet kritiserat Leeds och Don Revie.
Clough och spelarna kom aldrig riktigt överens. Spelarna ville också ha Giles, och spelet blev lidande. Laget låg nära botten av tabellen då styrelsen insåg sitt misstag och gav, efter enbart 44 dagar i jobbet, Clough sparken med ett ”gyllene handslag”. Giles fick dock inte jobbet (det gick till Jimmy Armfield) och koncentrerade sig istället på att ta laget till sin första final i Europacupen.
Giles var strålande i Europacupmatcherna men hade inte längre en given plats i Leeds lag då laget var mitt i en generationsväxling. Efter att ha spelat i 1975 års Europacupfinal, där Leeds förlorade med 0-2 mot Bayern München, accepterade Giles ett erbjudande i juni 1975 att bli spelande manager för West Bromwich parallellt till sitt arbete som spelande manager för Irland. Efter 12 år i Leeds, 521 matcher och 114 mål, så hade en epok kommit till sitt slut.
Han var en av nyckelfigurerna i det aggressiva spel som kännetecknade Leeds under Revie, det var kontroversiellt men samtidigt väldigt framgångsrikt då klubben, som aldrig varit annat en mellanlag i division 1 fram till mitten av 60-talet, skördade stora framgångar under perioden. Tommy Baldwin, en före detta Chelsea spelare, en gång beskrev Giles som en av anstiftarna till de riktigt ”fula” tacklingarna med syftning till hans intensiva förmåga att tackla motståndare. 

## Karriär som spelande manager
Under Giles ledarskap vann West Bromwich uppflyttning från division 2 i april 1976, och kom på en 7:e plats i division 1 säsongen 1976/77. Han lämnade in sin avskedsansökan till West Bromwich den 21 april 1977, samma dag som hans gamle lagkompis Jack Charlton lämnade in sin till Middlesbrough, och flyttade tillbaks till Irland för att bli manager i Shamrock Rovers där han stannade till 1982.
Han återvände till West Bromwich för en andra gång som manager under säsongen 1983/84 där han lyckades rädda laget från nedflyttning. Den efterföljande säsongen startade laget bra, och höll en femte plats runt jultid, men föll slutligen tillbaks till en 12:e plats. Efter en dålig start av säsongen 1985/86 lämnade Giles in sin avskedsansökan och lämnade över till Nobby Stiles.

## Karriär som manager

### Irlands landslag
Som spelande manager för Irlands landslag under större delen av 1970-talet, ledde Giles laget tillbaks till en god Europeisk nivå, där laget knappast befunnit sig under det föregående decenniet.
Under 1976 års kval till Europamästerskap gjorde Liam Brady sin internationella debut och laget gjorde en klart godkänd insats. Under kvalet till fotbolls-VM 1978 missade man kvalificering med enbart 2 poäng och efter att bland annat besegrat Frankrike på hemmaplan. 

### Shamrock Rovers
Under sina fem och ett halvt år som manager vid Glenmalure Park vann Rovers irländska cupen 1978, Giles gjorde dessutom 2 mål på 4 matcher i Cupvinnarcupen och lagkapten för Irland vid nio tillfällen och gjorde ett mål. Giles spelade sin sista match den 14 december 1980 mot Milltown. Han begärde avsked från Milltown den 3 februari 1983, efter att ha lämnat jobbet som förbundskapten i mars 1980 och flyttat över Atlanten för att under perioder ta hand om klubbar i Kanada och USA. 1981 skrev han kontrakt med Vancouver Whitecaps i NASL. Han stannade i jobbet under tre säsonger, och vann 1982 utmärkelsen som årets manager i NASL.

## Mediakarriär
Giles återvände senare till Irland och etablerade en mycket beundrad karriär som journalist och fotbollsexpert på den irländska tv-kanalen RTÉ Sport och dess internationella och europeiska fotbollssändningar, speciellt de sändningar som innefattar irländska landslaget. Han var med som en av RTÉ Sports expertkommentatorer i FIFA:s Fotbolls-VM 2010.
Giles är för närvarande den ledande fotbollsanalytikern på den irländska radiokanalen Newstalk 106. Han är mycket känd för sina åsikter om fotboll på den moderna fotbollsscenen.

## Familj
John Giles två söner, Michael och Chris Giles, spelade också för Shamrock Rovers; Michael under perioden 1981 till 1983 och Chris från 1993 till 1995. Giles egen far, Christy Giles, spelade för Bohemians på 1920-talet och vann ligatiteln under sin första säsong för klubben.

## Meriter
Giles meriter i form av troféer och medaljer vunna under sin karriär som fotbollsspelare
| Mästerskap                | Antal titlar | Klubb                              | Säsong/Årtal                                                               |
| ------------------------- | ------------ | ---------------------------------- | -------------------------------------------------------------------------- |
| Ligamästare               | 2            | Leeds United                       | 1968/69 och 1973/74 (ligatvåa 1964/65, 1965/66, 1969/70, 1970/71, 1971/72) |
| Ligamästare division 2    | 1            | Leeds United                       | 1963/64                                                                    |
| FA-cupmästare             | 2            | Manchester United och Leeds United | Man U: 1963 Leeds: 1972 (finalist 1965, 1970 och 1973)                     |
| Ligacupmästare            | 1            | Leeds United                       | 1968                                                                       |
| Mässcup-mästare           | 2            | Leeds United                       | 1968, 1971 (finalist 1967)                                                 |
| Charity Shields-mästare   | 1            | Leeds United                       | 1969                                                                       |
| Europacupen för mästarlag |              | Leeds United                       | (finalist 1975)                                                            |
| Cupvinnarcupen            |              | Leeds United                       | (finalist 1973)                                                            |
| FAI Cup                   | 1            | Shamrock Rovers FC                 | 1978                                                                       |

Under 100-årsjubileet av engelska ligan 1998 blev han invald i Engelska Ligans 100 legendarer .
2006 fick Giles en plakett rest till hans minne på födelseplatsen vid Ormond Square i Dublin.

Den 29 november 2003, under firandet av UEFA:s 50-årsjubileum valdes han av irländska fotbollsförbundet till ”Guldspelare” dvs den bäste irländske fotbollsspelaren under de senaste 50 åren.

## Matcher och målstatistik
Giles karriär i form av spelade matcher och mål..
| Klubbstatistik       | Klubbstatistik       | Klubbstatistik       | Liga  | Liga | Cup    | Cup    | Ligacup | Ligacup | Öv cup         | Öv cup         | Europeisk cup | Europeisk cup | Europeisk cup | Europeisk cup | Europeisk cup | Europeisk cup | Totalt | Totalt |
| England              | England              | England              | Liga  | Liga | FA cup | FA cup | Ligacup | Ligacup | Charity Shield | Charity Shield | Europacupen   | Europacupen   | Cupvinnar     | Cupvinnar     | UEFA          | UEFA          | Totalt | Totalt |
| Säsong               | Klubb                | Liga                 | Match | Mål  | Match  | Mål    | Match   | Mål     | Match          | Mål            | Match         | Mål           | Match         | Mål           | Match         | Mål           | Match  | Mål    |
| -------------------- | -------------------- | -------------------- | ----- | ---- | ------ | ------ | ------- | ------- | -------------- | -------------- | ------------- | ------------- | ------------- | ------------- | ------------- | ------------- | ------ | ------ |
| 1959/60              | Manchester United    | Division 1           | 10    | 2    |        |        |         |         |                |                |               |               |               |               |               |               |        |        |
| 1960/61              | Manchester United    | Division 1           | 23    | 2    |        |        |         |         |                |                |               |               |               |               |               |               |        |        |
| 1961/62              | Manchester United    | Division 1           | 30    | 2    |        |        |         |         |                |                |               |               |               |               |               |               |        |        |
| 1962/63              | Manchester United    | Division 1           | 30    | 4    |        |        |         |         |                |                |               |               |               |               |               |               |        |        |
| Total                | Manchester United    | Manchester United    | 93    | 10   |        |        |         |         |                |                |               |               |               |               |               |               | 115    | 13     |
| 1963/64              | Leeds United         | Division 2           | 40    | 7    | 3      | 0      | 2       | 0       | -              | -              | -             | -             | -             | -             | -             | -             | 45     | 7      |
| 1964/65              | Leeds United         | Division 1           | 39    | 6    | 7      | 1      | 0       | 0       | -              | -              | -             | -             | -             | -             | -             | -             | 46     | 7      |
| 1965/66              | Leeds United         | Division 1           | 40    | 5    | 2      | 1      | 1       | 0       | -              | -              | -             | -             | -             | -             | 11            | 0             | 54     | 6      |
| 1966/67              | Leeds United         | Division 1           | 29    | 12   | 7      | 2      | 3       | 0       | -              | -              | -             | -             | -             | -             | 9             | 4             | 48     | 18     |
| 1967/68              | Leeds United         | Division 1           | 20    | 7    | 5      | 1      | 3       | 1       | -              | -              | -             | -             | -             | -             | 7             | 1             | 35     | 10     |
| 1968/69              | Leeds United         | Division 1           | 32    | 8    | 0      | 0      | 2       | 0       | -              | -              | -             | -             | -             | -             | 5             | 0             | 39     | 8      |
| 1969/70              | Leeds United         | Division 1           | 32    | 13   | 9      | 2      | 1       | 0       | 1              | 0              | 7             | 4             | -             | -             | -             | -             | 50     | 19     |
| 1970/71              | Leeds United         | Division 1           | 34    | 13   | 4      | 2      | 0       | 0       | -              | -              | -             | -             | -             | -             | 8             | 1             | 46     | 16     |
| 1971/72              | Leeds United         | Division 1           | 38    | 6    | 7      | 4      | 4       | 0       | -              | -              | -             | -             | -             | -             | 2             | 0             | 51     | 10     |
| 1972/73              | Leeds United         | Division 1           | 33    | 6    | 8      | 1      | 1       | 0       | -              | -              | -             | -             | 7             | 1             | -             | -             | 49     | 8      |
| 1973/74              | Leeds United         | Division 1           | 17    | 2    | 2      | 1      | 0       | 0       | -              | -              | -             | -             | -             | -             | 0             | 0             | 19     | 3      |
| 1974/75              | Leeds United         | Division 1           | 29    | 1    | 7      | 1      | 2       | 0       | 1              | 0              | 6             | 0             | -             | -             | -             | -             | 45     | 2      |
| Total                | Leeds United         | Leeds United         | 383   | 86   | 61     | 16     | 19      | 1       | 2              | 0              | 13            | 4             | 7             | 1             | 42            | 6             | 527    | 114    |
| 1975/76              | West Bromwich Albion | Division 2           | 38    | 2    |        |        |         |         |                |                |               |               |               |               |               |               |        |        |
| 1976/77              | West Bromwich Albion | Division 1           | 37    | 1    |        |        |         |         |                |                |               |               |               |               |               |               |        |        |
| Total                | West Bromwich        | West Bromwich        | 75    | 3    |        |        |         |         |                |                |               |               |               |               |               |               |        |        |
| USA                  | USA                  | USA                  | Liga  | Liga | Cup    | Cup    | Ligacup | Ligacup | Öv cup1        | Öv cup1        | Öv cup2       | Öv cup2       | Öv cup3       | Öv cup3       | Öv cup4       | Öv cup4       | Totalt | Totalt |
| 1978                 | Philadelphia Fury    | NASL                 | 20    | 0    | -      | -      | -       | -       | -              | -              | -             | -             | -             | -             | -             | -             | 20     | 0      |
| Totalt, samtliga lag | Totalt, samtliga lag | Totalt, samtliga lag | 571   | 99   |        |        |         |         | 2              | 0              | 13            | 4             | 7             | 1             | 42            | 6             |        |        |